# Ajedrez Beirut
El ajedrez de Beirut  es una  variante de ajedrez inventada por Jim Winslow en 1992.

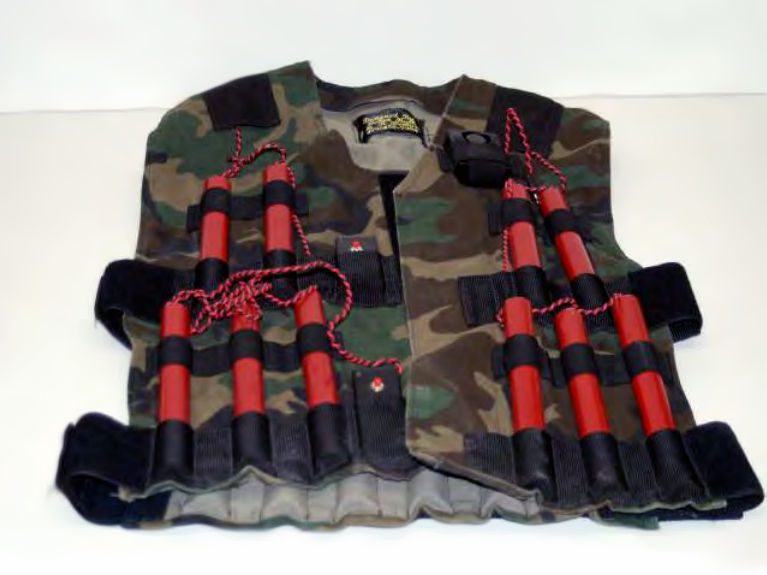
Bomba de Ajedrez de Beirut: la pieza que lo lleva puede explotar.

El juego se juega usando las piezas y el tablero de ajedrez estándar, y cada oponente ha marcado secretamente a una de sus piezas con una bomba, que puede ser detonada en cualquier momento, eliminando a todas las piezas adyacentes junto con la pieza identificada como portadora de la bomba.

## Reglas del juego

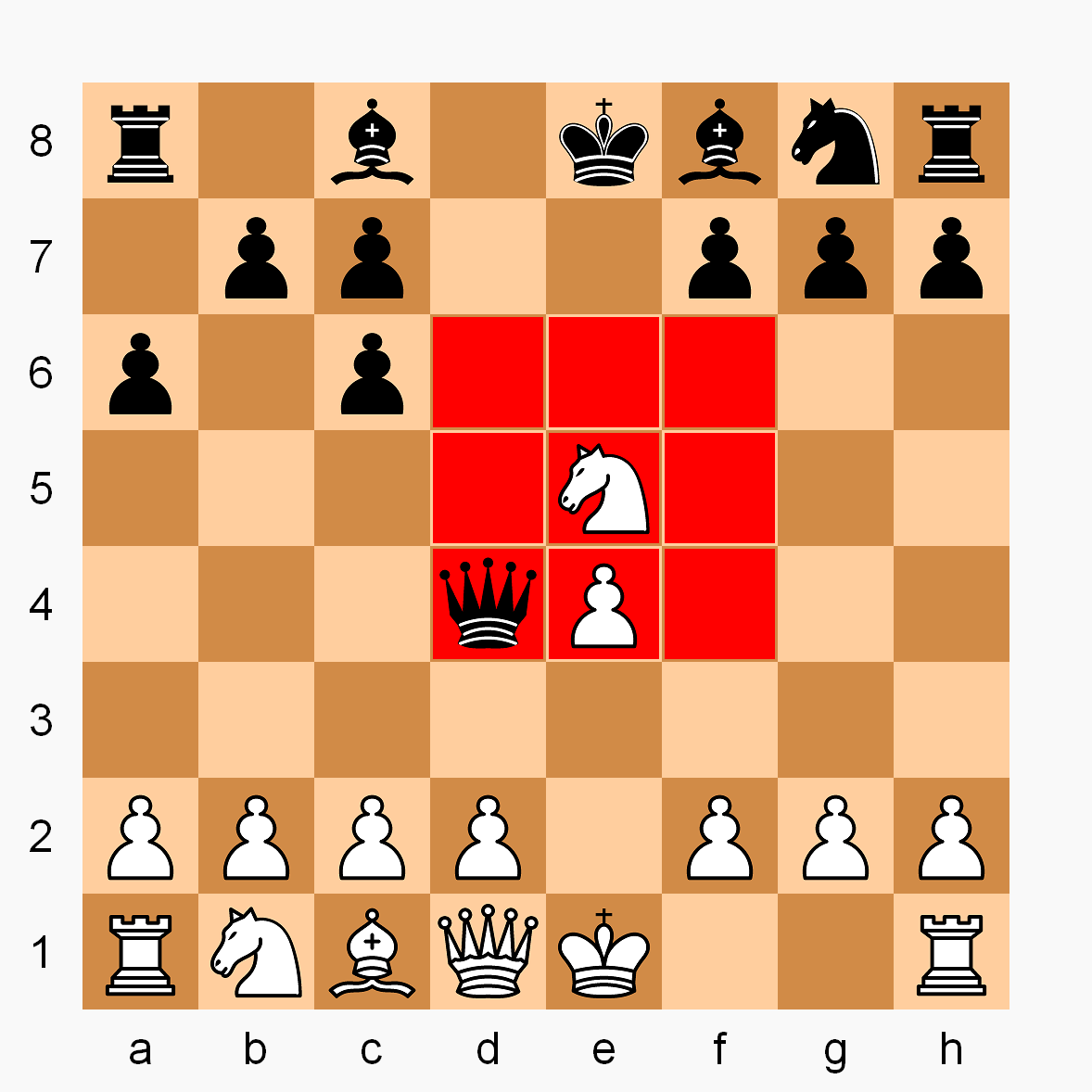
Normalmente las negras igualan con 5 ... Dd4 (ver diagrama) si las blancas juegan 5.Cxe5 en variación de intercambio (1.e4 e5 2.Cf3 Cc6 3.Ab5 a6 4.Axc6 dxc6). Pero aquí el caballo e5 era un portador de bombas y las blancas pueden jugar 6.Boom! y gana a la reina por un caballo y un peón.

El ajedrez de Beirut sigue todas las reglas y convenciones del ajedrez estándar, con una diferencia: antes de que comience el juego, cada jugador coloca en secreto un punto rojo en la parte inferior de una de sus piezas (pero no el rey). Esta pieza se llama portador de bomba . En cualquier turno, en lugar de moverse, un jugador puede decir "¡Boom!" y volcar su portador de bomba. Todas las piezas de cualquier color en los cuadros adyacentes al portador de la bomba se eliminan del juego, así como el portador de la bomba. Una pieza capturada no puede ser inspeccionada para ver si era o no un portador de bomba.
|       |       |       |    |    |    |    |    |    |  |
|       | a8    | b8    | c8 | d8 | e8 | f8 | g8 | h8 |  |
| a7    | b7    | c7    | d7 | e7 | f7 | g7 | h7 |    |  |
| a6    | b6    | c6    | d6 | e6 | f6 | g6 | h6 |    |  |
| a5    | b5    | c5    | d5 | e5 | f5 | g5 | h5 |    |  |
| a4 bl | b4 xx | c4 xx | d4 | e4 | f4 | g4 | h4 |    |  |
| a3 xx | b3 rl | c3 xx | d3 | e3 | f3 | g3 | h3 |    |  |
| a2 xx | b2 xx | c2 qd | d2 | e2 | f2 | g2 | h2 |    |  |
| a1    | b1    | c1    | d1 | e1 | f1 | g1 | h1 |    |  |
|       |       |       |    |    |    |    |    |    |  |